# Neomochtherus libanonensis
Neomochtherus libanonensis är en tvåvingeart som beskrevs av Tsacas 1968. Neomochtherus libanonensis ingår i släktet Neomochtherus och familjen rovflugor. Inga underarter finns listade i Catalogue of Life.